# Урочище Дуби (заказник)
Урочище Дуби — лісовий заказник місцевого значення в Україні. Розташований на території Овруцького району Житомирської області, неподалік від села Ігнатпіль. 
Площа 168 га. Статус присвоєно згідно з рішенням 14 сесії Житомирської обласної ради VII скликання від 21.12.2017 року № 919. Перебуває у віданні ДП «Словечанський лісгосп АПК» (Овруцьке лісництво, кв. 90, 93).
Статус присвоєно для збереження для збереження в природному стані частини лісового масиву, в якому переважають середньовікові та пристигаючі сосново-березові та дубово-вільхові насадження.